# 2x2x4魔術方塊

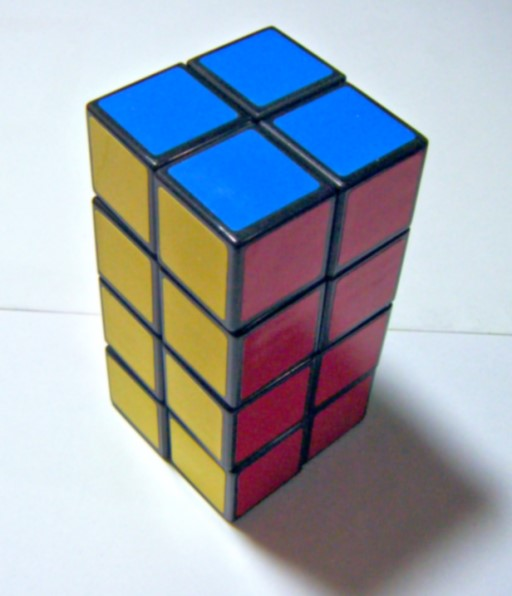
2x2x4魔術方塊

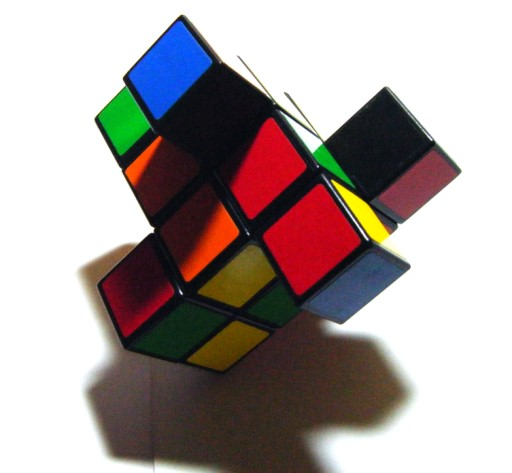
打乱的2x2x4魔方

2x2x4魔術方塊，又稱塔魔術方塊或者大廈魔術方塊（英語：Tower Cube），是一種六軸魔術方塊。他的外型就像2個二階魔術方塊疊在一起。由於他有4層2x2的面，因此將可以輕易的將2x4的面旋轉90度，並可以繼續下一個動作，且不會卡住。
2x2x4魔術方塊可由兩個二階魔術方塊和一個四階魔術方塊的中心元件改裝組合而成。這是方塊的最原始的發明者不明，只知方塊改裝大師Tony Fisher在90年代曾用手工改裝二階及四階魔術方塊完成一個2x2x4魔術方塊。早期也有將2層方塊黏在二階魔術方塊上的改裝方法，不過那只能算是加長的二階魔術方塊而不能視為2x2x4魔術方塊。

## 變化
該魔術方塊有八個中心邊塊和八個角塊，中心8个角块的位置均可进行任意互换（8!種狀態），如果以一个角块不动作为参考角块，其他7个角块都能任意转换方向（即37种狀態）。如果在空间中旋转则不计算方向不同而状态相同的魔方，实际上的准确状态数还应除以24。所以目前為止有：
{\displaystyle {\frac {8!\,3^{7}}{24}}=7!\,3^{6}=3674160}
3674160種變化，另外，上下兩層有八個角塊位置均可进行任意互换，並且重複計算的部分已在中心討論過了，因此此部分有
8! = 40320
5040變換。由於以上兩種變化會同時存在，以上「必須同時存在」使用乘法原理，所以有
{\displaystyle {\frac {8!^{2}\,3^{7}}{24}}=8!\,7!\,3^{6}=148142131200}
因此，2x2x4魔術方塊共有148142131200約為一千五百億（1.5×1011）種變化。

## 解法
2x2x4魔術方塊的解法分為三個步驟，完成中心、完成頂面及調整角塊，也可以可以使用3x3x2魔術方塊、3x3x4魔術方塊或三階、二階魔術方塊的部分的解法來還原此種魔術方塊。

### 第一步
還原中心部分，共8塊，可用二階魔術方塊的解法來解

### 第二步
還原頂面，頂面共有2個（包含底面），每個面有4塊，2個面總計8塊。

### 第三步
調整角塊位置，此步驟類似於三階魔術方塊解法層先法的最後一步，但對於此種模式方塊而言，三階魔術方塊的轉法是無效的，但可以用3x3x2魔術方塊或3x3x4魔術方塊的轉法。

## 變體
2x2x4魔術方塊的變體有super 2x2x4等。

### super 2x2x4
super 2x2x4，是一種魔術方塊，可視為2x2x4魔術方塊或二階魔術方塊的變體。四個2x4面的中心各有一個圓，每個圓皆可獨立旋轉，上下的角塊也可以轉動到圓上，如此一來，上下的角塊也可以視為一個二階魔術方塊，因此變化數目是二階魔術方塊的平方，13499451705600，約為十三兆，但仍比三階魔術方塊少。該方塊由WitEden量產。

## 外部連結
- Meffert（页面存档备份，存于）
- 世界魔方協會官方主頁（页面存档备份，存于）
- 魔方消息最權威的網站（页面存档备份，存于）
- 魔方 free online 3D game
- 解法视频网站（页面存档备份，存于）